# Kilburn (stanice metra v Londýně)
Kilburn je stanice metra v Londýně, otevřená 24. listopadu 1879 jako Kilburn & Brondesbury. Přejmenování na současné jméno proběhlo 25. září 1950. V minulosti se stanice nacházela na Bakerloo Line a Metropolitan Line. Dnes se stanice nachází na lince:
- Jubilee Line (mezi stanicemi Willesden Green a West Hampstead)

| Rok  | Počet cestujících |
| ---- | ----------------- |
| 2011 | 7,52 mil          |
| 2012 | 7,69 mil          |
| 2013 | 7,79 mil          |
| 2014 | 7,87 mil          |